# Abdul-Ganiyu Iddi
Abdul-Ganiyu Iddi (* 23. Oktober 1987) ist ein ghanaischer ehemaliger Fußballspieler auf der Position eines Mittelfeldspielers. In Belgien spielte er an der Seite seines knapp eineinhalb Jahre älteren Bruders Abdul-Yakuni Iddi beim KV Mechelen in der höchsten belgischen Fußballliga und kam nebenbei auch regelmäßig in der zweiten Mannschaft des Vereins zum Einsatz.

## Karriere

### Karrierebeginn in der Heimat und Wechsel nach Belgien
Seine aktive Karriere als Fußballspieler begann Iddi in seiner Heimat Ghana beim Fußballklub Feyenoord Academy, der gleichzeitig die größte Fußballakademie Ghanas darstellt. Dort durchlief er die verschiedenen Jugendspielklassen und kam schließlich auch in der Herrenmannschaft zum Einsatz, der er bis einschließlich 2009 angehörte. Danach zog es ihn nach Belgien, wo bereits sein Bruder seit einiger Zeit aktiv war. Auch den jüngeren Abdul-Ganiyu Iddi führte es dabei zum KV Mechelen, bei dem er im Sommer 2009 nach einer längeren Testphase einen Vertrag bis 2011 unterzeichnete. Nach anfänglichen Problemen bei der Beschaffung einer Spielberechtigung wurde Iddi schließlich erst am 28. August 2009 für ein Ligaspiel gegen die VV St. Truiden in die Profimannschaft geholt. Im Spiel wurde er schließlich in der 82. Minute für Joachim Mununga eingewechselt und gab somit sein Profidebüt für die Belgier. Danach absolvierte er noch weitere drei Ligapartien in der Saison 2009/10, in der er unter anderem auch in insgesamt zwölf Freundschaftsspielen eingesetzt wurde, in denen er drei Mal zum Torerfolg kam. Des Weiteren konnte er auch einen Einsatz im Belgischen Pokal der Spielzeit 2009/10 verzeichnen, bei dem es die Mannschaft bis ins Halbfinale schaffte und dort knapp gegen den KAA Gent vom laufenden Bewerb ausschied.
Am 31. August 2010 verletzte sich Iddi beim Training am Gesäß bzw. am Oberschenkel; die spätere Diagnose ergab einen Muskelfaserriss sowie einen Riss der Adduktoren, die ihn für mehrere Wochen ausfielen ließen. In der Saison 2010/11 kam Iddi, der nebenbei auch für die zweite Herrenmannschaft des Vereins aktiv ist, erst in einem Meisterschaftsspiel zum Einsatz. Daneben brachte er es auf vier torlose Freundschaftsspiele. Am 9. Januar 2011 verletzte er sich ein weiteres Mal schwer beim Training und fällt so für mehrere Wochen aus. Nachdem er sich in Belgien nicht durchsetzen konnte, kehrte er im Juni 2011 zurück zu Feyenoord Academy. Im Januar 2012 unterschrieb Iddi einen Leihvertrag mit ASEC Mimosas und kehrte am Ende des Jahres 2012 zu Fetteh zurück.